# Stadion im. Edwarda Szymkowiaka
Stadion im. Edwarda Szymkowiaka (niem. Hindenburg-Kampfbahn) – stadion piłkarski w Bytomiu, wybudowany w 1929 roku. 
Natężenie oświetlenia to 1840 luksów, a wymiary boiska wynoszą 105 na 78 metrów.

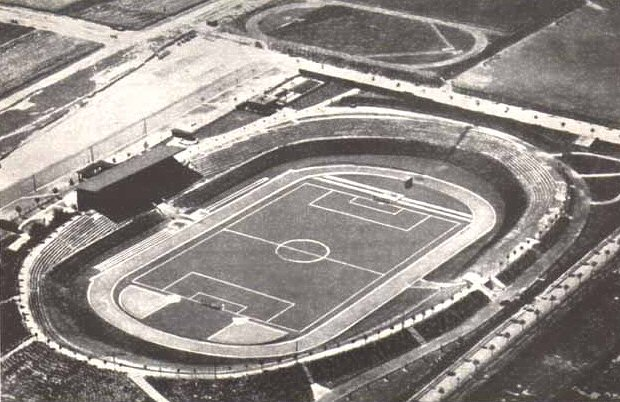
Stadion w 1938 roku

Do 1945 roku na stadionie swoje mecze rozgrywał bytomski klub Beuthener SuSV 09.
Patronem stadionu jest Edward Szymkowiak, wieloletni zawodnik Polonii Bytom. Obiekt położony jest w pobliżu Śródmieścia, przy ul. Olimpijskiej 2. Obok stadionu mieści się budynek klubowy, oraz kilka boisk treningowych (m.in. ze sztuczną murawą).
Przed renowacją, wokół boiska funkcjonowała bieżnia lekkoatletyczna, obecnie w likwidacji. W latach 2007 – 2008 stadion przeszedł gruntowną renowację dostosowującą go do wymogów licencyjnych PZPN, po awansie Polonii do Orange Ekstraklasy (awans w sezonie 2006/2007).
W 2008 roku zakończyły się najpilniejsze prace remontowe. Obecnie na obiekcie znajduje się m.in.: kilka tysięcy miejsc siedzących, zadaszenie na 1500 miejsc, nowoczesne oświetlenie i podgrzewana płyta stadionu. Planuje się też całkowitą renowację lub przebudowę trybun z pełnym ich zadaszeniem. Na początku maja 2009 roku rozpisano konkurs na projekt przebudowy stadionu. W grudniu 2016 roku rozpisano przetarg na zaprojektowanie i zbudowanie za 35 mln zł trzech trybun dla ok. 8,5 tys. widzów. Inwestycja miałaby zostać ukończona w 2019 roku. Obok stadionu miałaby powstać hala sportowa za 70 mln zł. 24 kwietnia 2017 Rada Miasta zdecydowała o likwidacji spółki Bytomski Sport oraz odebraniu środków na budowę kompleksu. Przedsięwzięcie miało być sfinansowane z kredytu Europejskiego Banku Inwestycyjnego.
Ze względu na obecny stan techniczny obiektu, od września 2023 roku Polonia rozgrywa swoje mecze na wybudowanym w sąsiedztwie przy ulicy Piłkarskiej obiekcie ze sztuczną murawą.

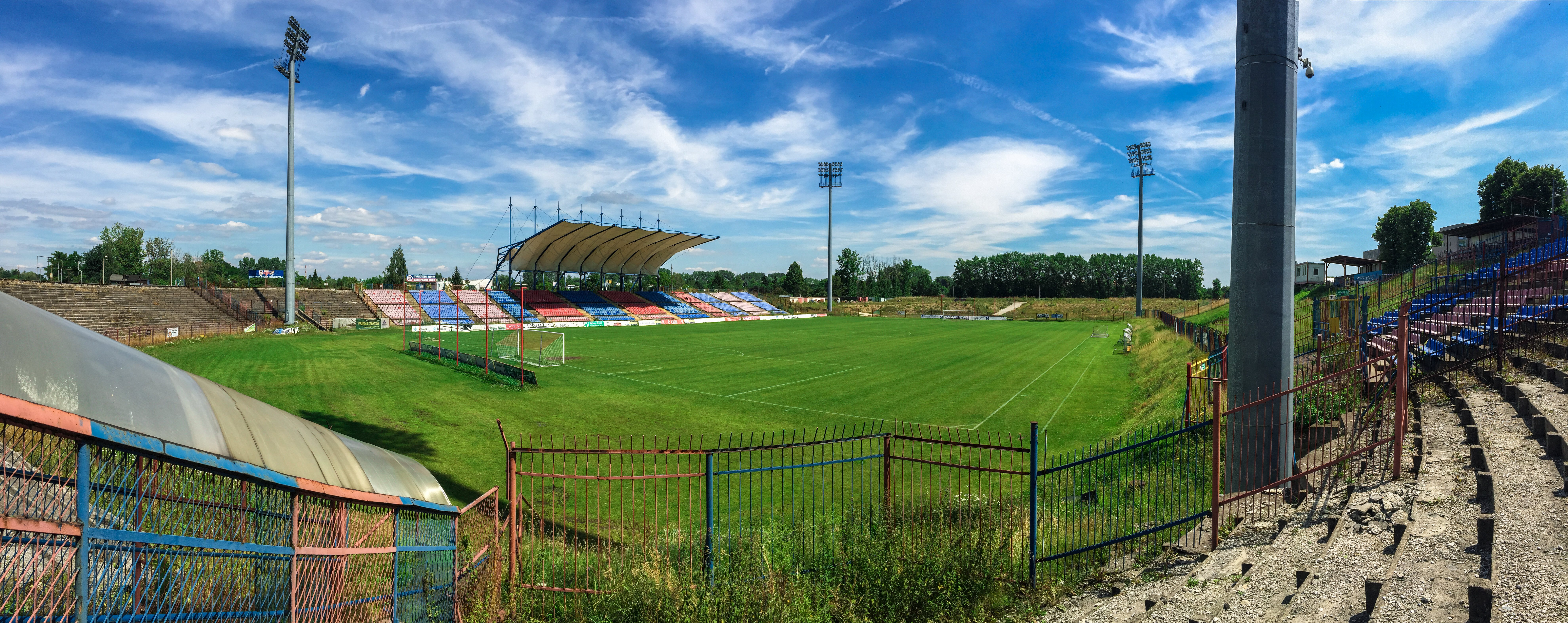
Panorama stadionu w 2016 roku

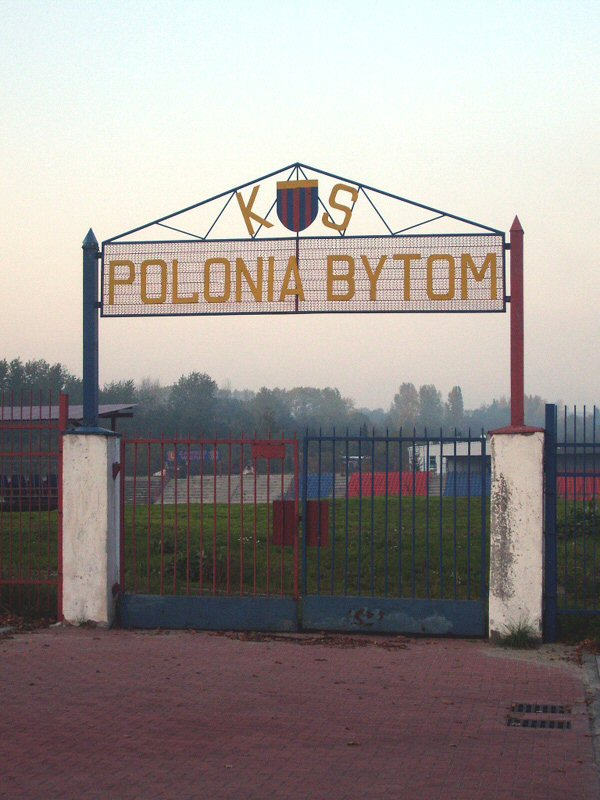
Historyczna brama przy stadionie Polonii Bytom

W sąsiedztwie stadionu istnieje zabytkowy park miejski, siedziba klubu judo Czarnych Bytom oraz kopalnia węgla Bobrek-Centrum.
Na stadionie rozegrano jeden mecz międzypaństwowy. 16 sierpnia 1942 roku reprezentacja Niemiec wygrała z Rumunią 7:0 w obecności 50 tysięcy widzów.

## Statystyki[11]
- średnia liczba kibiców podczas meczu: 5438
- liczba zwycięstw gospodarzy na stadionie (w %): 27 (gości 36%)
- średnia liczba goli w 1 meczu: 2,55